# Vietnám az 1952. évi nyári olimpiai játékokon
Vietnám a finnországi Helsinkiben megrendezett 1952. évi nyári olimpiai játékok egyik részt vevő nemzete volt. Az országot az olimpián 5 sportágban 8 sportoló képviselte, akik érmet nem szereztek. Vietnám először vett részt az olimpiai játékokon.

## Atlétika
Férfi
| Versenyző   | Versenyszám | Eredmény | Helyezés |
| ----------- | ----------- | -------- | -------- |
| Trần Văn Lý | 10 000 m    | 37:33,0  | 32.      |

## Kerékpározás

### Országúti kerékpározás
| Versenyző                                             | Versenyszám | Eredmény             | Helyezés      |
| ----------------------------------------------------- | ----------- | -------------------- | ------------- |
| Nguyễn Đức Hiền                                       | Egyéni      | nem ért célba        | nem ért célba |
| Châu Phươc Vình                                       | Egyéni      | nem ért célba        | nem ért célba |
| Lưu Quan                                              | Egyéni      | 5:24:34,1 (+18:30,7) | 47.           |
| Lê Văn Phươc                                          | Egyéni      | nem ért célba        | nem ért célba |
| Lưu Quan Châu Phươc Vình Nguyễn Đức Hiền Lê Văn Phươc | Csapat      | nem ért célba        | nem ért célba |

## Ökölvívás
| Versenyző | Versenyszám | Selejtező                  | Nyolcaddöntő      | Negyeddöntő       | Elődöntő          | Döntő             | Helyezés |
| Versenyző | Versenyszám | Ellenfél Eredmény          | Ellenfél Eredmény | Ellenfél Eredmény | Ellenfél Eredmény | Ellenfél Eredmény | Helyezés |
| --------- | ----------- | -------------------------- | ----------------- | ----------------- | ----------------- | ----------------- | -------- |
| Tiến Vình | Harmatsúly  | Angel Figueroa (PUR) · 0-3 | kiesett           | kiesett           | kiesett           | kiesett           | 17.      |

## Úszás
Férfi
| Versenyző       | Versenyszám | Előfutam | Előfutam | Előfutam | Elődöntő | Elődöntő | Elődöntő | Döntő   | Döntő    |
| Versenyző       | Versenyszám | Idő      | Hely.    | Össz.    | Idő      | Hely.    | Össz.    | Idő     | Helyezés |
| --------------- | ----------- | -------- | -------- | -------- | -------- | -------- | -------- | ------- | -------- |
| Nguyễn Văn Phan | 100 m gyors | 1:05,0   | 7.       | 58.      | kiesett  | kiesett  | kiesett  | kiesett | kiesett  |
| Nguyễn Văn Phan | 400 m gyors | 5:36,5   | 6.       | 50.      | kiesett  | kiesett  | kiesett  | kiesett | kiesett  |

## Vívás
Férfi
| Versenyző    | Versenyszám       | 1. forduló | 1. forduló | 2. forduló          | 2. forduló | Elődöntő            | Elődöntő | Döntő               | Döntő   |
| Versenyző    | Versenyszám       | Ellenfelek Eredmény | Hely.      | Ellenfelek Eredmény | Hely.      | Ellenfelek Eredmény | Hely.    | Ellenfelek Eredmény | Hely.   |
| ------------ | ----------------- | --- | ---------- | ------------------- | ---------- | ------------------- | -------- | ------------------- | ------- |
| That Hải Tơn | Párbajtőr, egyéni | Raimondo Carnera (DEN) · Fathallah Abdel Rahman (EGY) · Álvaro Mário Mourão (POR) · Emilio Meraz (MEX) · Darío Amaral (BRA) · Vito Simonetti (ARG) · George Carpenter (IRL) · 2-5 (19) | 7.         | kiesett             | kiesett    | kiesett             | kiesett  | kiesett             | kiesett |